# 湯漢
湯漢（とう かん、広東語:トーン・ホーン、英語:John Tong Hon、1939年7月31日 - ）は、カトリック教会の聖職者。現任のカトリック香港教区司教で、2012年2月に枢機卿に任命された。

## 来歴
湯漢は1939年7月31日に香港中環士丹頓街8号で生まれ、その後広州に行って小学校を卒業した。当時は国共内戦のため、常に負傷兵や難民が南へ逃亡していた。彼の語るところによれば、司祭が負傷兵や難民に助けを差し伸べるのを目の当たりにして深く感動し、司祭になることを志したという。後に中国大陸の政権は交代し、大勢のカトリック聖職者が中国大陸を去ることを余儀無くされた。湯漢はマカオの聖ヨゼフ神学校に入って学んだ。その後は1957年に香港の華南大神学校（今の聖霊神学校）に入って学び、1964年にはローマのウルバノ大学で学究を深め、神学博士の学位を取得した。
1966年1月6日、ローマで時の教皇パウロ6世によって司祭に叙階された。湯漢は司祭叙階後、ずっとカトリック香港教区で働き、そして1970年から聖霊神学校で教職に就き、相次いで哲学院神学部教授、神学部主任および哲学院校外課程部主任を担当した。このころには東京大司教区の白柳誠一大司教（当時）との交流があり、日本から来た中国教会巡礼団を率いたこともある。1980年から現在まで、聖霊研究センター執行主任を務めている。

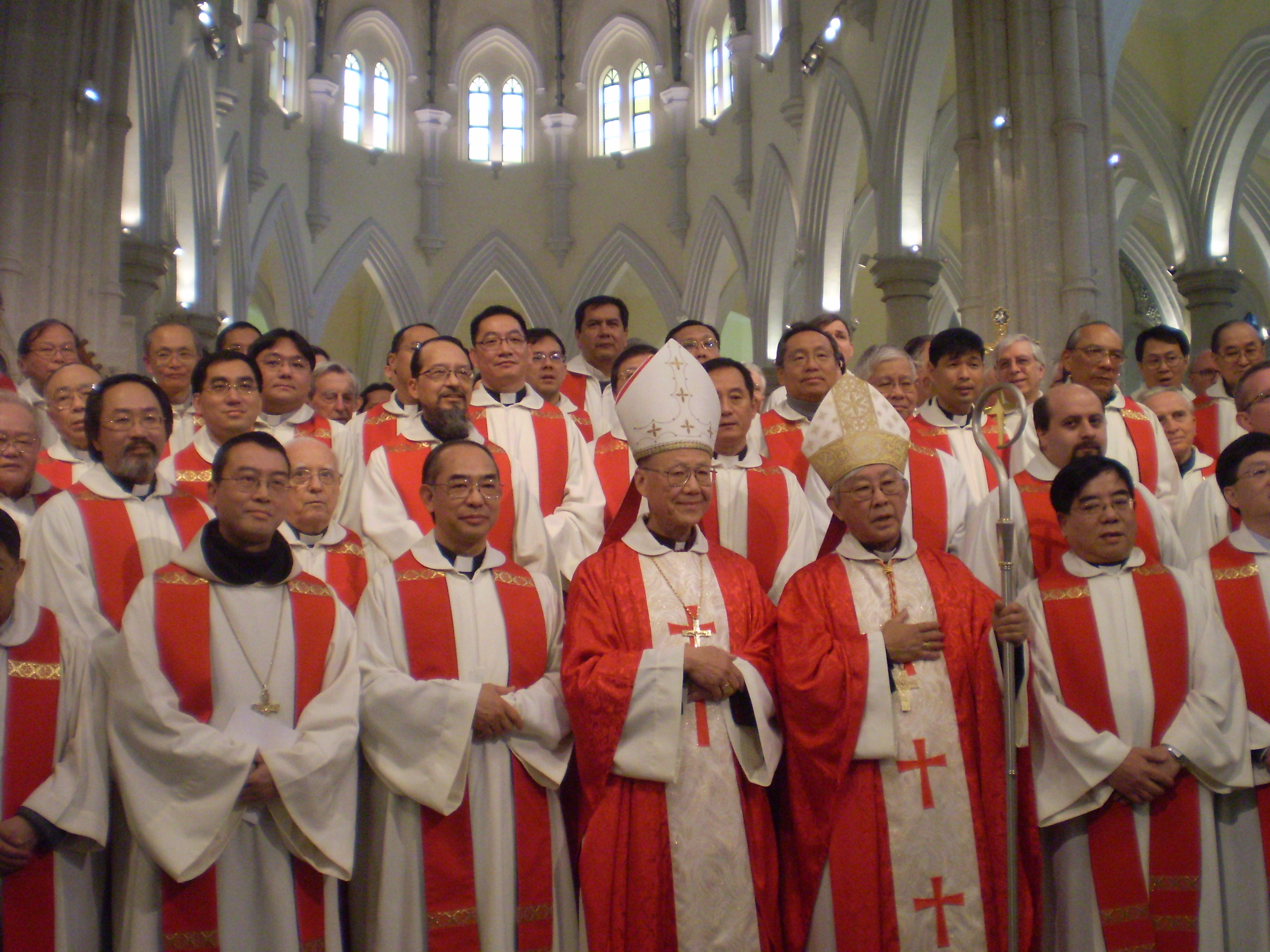
湯漢司教と陳日君枢機卿、
香港教区の聖職者

1996年10月20日、湯漢はカトリック香港教区補佐司教に任命され、同年12月9日、同じく香港教区協働司教に任命された陳日君と共に司教叙階を受けた。その後2008年1月30日、教皇ベネディクト16世は湯漢を香港教区協働司教に任命した。
2009年4月15日、ローマ教皇庁は、当時のカトリック香港司教陳日君枢機卿が引退・辞職を願い出て、教皇ベネディクト16世は認可したことを宣言した。これにより湯漢は同日から、カトリック香港教区の第7代の司教職を引き継いだ。
2012年1月6日、教皇ベネディクト16世が彼を枢機卿に任命すると発表し、2月18日に枢機卿に挙げられた。陳日君枢機卿は2012年1月13日で80歳になったため、湯漢が華人枢機卿として唯一、教皇選挙（コンクラーヴェ）に参加できる枢機卿である。

## 評価
世間一般の評価は、湯漢の性格は比較的落ち着いていて穏やかであり、中国天主教愛国会副主席の劉柏年は、湯漢が香港教区協働司教に任命された後に、（湯漢が香港教区協働司教になったのは）香港教区にとって「喜ばしい事」だとした。そして、民主党前主席李柱銘は、湯漢のやり方は陳日君と違うが、その政治立場もかなりはっきりしていると指摘した。

## 学歴
- 香港中文大学哲学修士
- ウルバノ大学神学博士